# Saint-Hilaire-de-Chaléons
Saint-Hilaire-de-Chaléons è un comune francese di 1 971 abitanti situato nel dipartimento della Loira Atlantica nella regione dei Paesi della Loira.

## Società

### Evoluzione demografica
Abitanti censiti